# Mallobathra campbellica
Mallobathra campbellica är en fjärilsart som beskrevs av John S. Dugdale 1971. Mallobathra campbellica ingår i släktet Mallobathra och familjen säckspinnare. Inga underarter finns listade i Catalogue of Life.